# The Man (2005)
The Man é um filme de comédia de 2005 estrelada por Eugene Levy, Samuel L. Jackson, e Miguel Ferrer.
The Man é dirigido por Les Mayfield e produzido por Rob Fried a partir de um roteiro escrito por Jim Piddock, Margaret Oberman e Stephen Carpenter, baseado na história de Jim Piddock e Margaret Oberman. New Line Cinema lançou The Man no Canadá (através da Alliance Atlantis) e os Estados Unidos em 9 de setembro de 2005.
As filmagens ocorreram em Toronto, Hamilton e Oakville, Ontário, Canadá.

## Elenco
- Samuel L. Jackson como Agente Derrick Vann
- Eugene Levy como Andy Fidler
- Luke Goss como Joey Trent/Kane
- Miguel Ferrer como Agente Peters
- Susie Essman como Tenente Rita Carbone
- Anthony Mackie como Booty
- Gigi Rice como Susan
- Rachael Crawford como Dara Vann
- Philip Akin como Segundo I.A. Agente
- Lindsay Ames como Garçonete
- Randy Butcher como Policial Precinct
- Michael Cameron como motorista
- Kevin Rushton as Thug
- Joe Sacco como Policial Rookie
- Horatio Sanz como Santos
- Nestor Serrano como Manuel "Manny" Cortez
- Andrew Stelmack como Conventioneer
- Beatriz Yuste como Freira